# Robin Jones Gunn
Robin Jones Gunn (Wisconsin, 18 de abril de 1955) é uma autora de diversos livros com temática Cristã. Entre seus sucessos há séries voltadas para crianças, jovens e adultos, além de alguns livros não-ficcionais.
Robin publicou seu primeiro romance em 1988. Alguns de seus livros foram traduzidos para até 9 idiomas diferentes e venderam milhões de cópias.

## Minibiografia
Robin Jones Gunn nasceu no Wisconsin. Já morou em Orange County (Califórnia), Reno e Havaí, entre outros lugares. Atualmente vive com seu marido em Portland (Oregon), desfrutando de um casamento que já completou 30 anos e lhe rendeu um casal de filhos já crescidos.

## Livros

### Séries para adultos
- Sisterchicks
- Glenbrooke

### Séries para jovens
- Cris
- Cris & Ted nos anos da faculdade
- Série Katie

### Série infantil
- The Mrs. Rosey Posey

### Outros livros

#### Ficção
- Finding Father Christmas
- Gardenias for Breakfast

#### Não ficção
- Take Flight! - A Sisterchicks Devotional
- Gentle Passages- Guiding Your Daughter Into Womanhood
- Tea at Glenbrooke
- Mothering by Heart